# Clan dei Casalesi
Il clan dei Casalesi è uno dei più potenti clan camorristici e una delle più potenti organizzazioni criminali in Italia. Creato grazie all'opera di Antonio Bardellino, trova le proprie radici tra il comune di San Cipriano d'Aversa e quello di Casal di Principe e fu formato nella seconda metà del XX secolo.
Fuori dall'Italia, il clan è attivo in altri paesi europei, come in Spagna, dove gestisce un canale di distribuzione della cocaina proveniente dal Sud America. In Svizzera e Romania, invece, gestiscono la prostituzione, il traffico di droga, l'edilizia, centri benessere e il riciclaggio di denaro, investendolo in attività legali.

## Storia

### La camorra agraria nei Mazzoni
Nell'Agro aversano era storicamente presente la camorra legata al controllo del mondo agricolo, in particolare nella zona dei Mazzoni, ossia una zona della provincia di Caserta situata tra i bacini del Volturno e dei Regi Lagni. La camorra agraria nasce per imporre la sorveglianza alle aziende agricole, con la cosiddetta, "guardianìa", con le mediazioni nelle transazioni agricole e con le estorsioni sui mercati agricoli. L'organizzazione, con il tempo, si era poi gradualmente interessata all'attività edilizia.
I suoi storici esponenti erano:
- La famiglia Pagano[6], con il capostipite Antonio Pagano, detto "Tatonno", di San Cipriano d'Aversa, guardiano terriero e mediatore, a cavallo della seconda guerra mondiale, venne ricordato come guappo, ossia come mediatore di contrasti nei paesi della zona e nelle campagne. Suo figlio Ernesto Dante Pagano, detto "Dantuccio", legatosi a Cutolo, fu ucciso nel 1977 a Varcaturo. Il figlio di Dantuccio, Antonio, fu assassinato nel 1989 insieme ad altri tre affiliati[7][8][9].
- Giuseppe Pedana (1918 - 1979), detto "Peppe Braciola", di Villa Literno, morì cadendo da un balcone durante un tentativo di cattura. Si era fatto spazio a partire dal 1947 uccidendo il suo rivale Paolo di Bello; nel 1963 si era reso responsabile anche dell'uccisione di un carabiniere. Conobbe in carcere Raffaele Cutolo, a cui si legò. Era attivo nel controllo del mercato agricolo[10][11].
- La famiglia di Vittorio Simeone (1930 - 1982), detto "Vittorio Baffone" per i suoi baffi lunghi e la capigliatura folta o anche "'O Cummannante", da Casal di Principe, guardiano e mediatore di terreni, ucciso a San Cipriano d'Aversa, dove viveva, il 17 febbraio 1982 col figlio Pietro, di 15 anni. Vittorio Simeone nel 1966 fu sospettato di avere contatti con cosa nostra, ma successivamente in carcere si era legato a Raffaele Cutolo. La famiglia viene definitivamente estromessa dal controllo del mercato agricolo il 24 marzo 1982 con la strage del Ponte Annecchino, in cui quattro componenti, tra cui il figlio Francesco, il fratello Ottavio e due nipoti furono ammazzati con una mitragliatrice nei pressi di un ponte sui Regi Lagni. In tutto sette componenti della famiglia furono uccisi nello stesso periodo[12][13][14][15][16].

Questi clan familiari negli anni '70 si erano legati alla Nuova Camorra Organizzata fondata nel 1970 da Raffaele Cutolo, che era riuscito a federare anche altri clan minori dell'Agro aversano.

### La lotta tra i vecchi clan e il ruolo di Bardellino
Verso la metà degli anni settanta del XX secolo, l'attività dei vecchi clan entrò in contrasto col gruppo emergente capeggiato da Antonio Bardellino, di San Cipriano d'Aversa, che  nel 1974 faceva ufficialmente il carrozziere, per poi dedicarsi alle rapine, in particolare a danno di camion e degli autoarticolati e ai furti sui treno merci. Entrato in contatto con il clan Nuvoletta di Marano di Napoli, di cui costituì nel 1977 il braccio armato, venne affiliato a Cosa Nostra dal mafioso siciliano Rosario Riccobono presso la masseria dei fratelli Lorenzo e Ciro Nuvoletta a Marano di Napoli. Carmine Schiavone dichiarò:
Già a partire dalla fine degli anni settanta, Bardellino intuì che il futuro dei traffici illegali sarebbe stato rappresentato dalla cocaina, capace di alimentare a lungo termine un affare molto più redditizio rispetto a quello dell'eroina. Per questo motivo, il capo-clan organizzò un'imponente attività d'import-export di farina di pesce a copertura del traffico di cocaina, che partendo dall'America Latina giungeva nell'Agro aversano passando attraverso Alberto Beneduce, uno dei vertici indiscussi del clan e fraterno amico di Michele Zagaria. Cionondimeno, il clan Bardellino contrabbandò anche l'eroina, le cui spedizioni dirette alla Famiglia Gambino e alla Famiglia Genovese erano nascoste all'interno dei filtri di caffè espresso. I collaboratori di giustizia riferirono che, quando una di queste spedizioni venne intercettata dalle autorità antidroga, Bardellino telefonò a John Gotti e successivamente ai Genovese, affermando che il business non si sarebbe di certo fermato e che avrebbe mandato una quantità di stupefacenti pari al doppio di quella sequestrata.
Bardellino ottenne un potere enorme, dal casertano fino al basso Lazio, che molto frequentemente era gestito da suo nipote, il giovane Paride Salzillo. Bardellino spesso si recava in Brasile e a Santo Domingo. Lo strapotere del boss infastidiva gli altri capi-clan che decisero di eliminarlo utilizzando un subdolo stratagemma: spinsero Bardellino a ordinare l'uccisione di Domenico Iovine, dopodiché indussero il fratello di Domenico, Mario, ad uccidere per vendetta Bardellino stesso.

### L'espansione nel basso Lazio
La zona sud della provincia di Latina anticamente era parte integrante della Terra di Lavoro: quindi, per le comuni origini e affinità culturali, città come Fondi, Formia, Gaeta, Itri, Sperlonga, Minturno, Castelforte e Santi Cosma e Damiano sono stati luoghi di insediamento camorristico di diverse organizzazioni criminali provenienti dalla provincia di Caserta. Ciò è in particolar modo avvenuto tra la fine degli anni '70 e l'inizio degli anni '80 per svariati motivi, tra i quali la bellezza delle località turistiche, che suggeriva ai boss il luogo dove trascorrere le vacanze e dove trasferire i propri familiari lontano dai paesi d'origine, soprattutto nei periodi "caldi". Le misure restrittive, come il soggiorno obbligato, applicate nei confronti di affiliati ai clan, non solo campani hanno agevolato l'infiltrazione.
L'integrazione di questi diversi fattori ha condotto a constatare che nel territorio a sud dell'Agro pontino in quel periodo erano presenti ed operavano le figure criminali di:
- Antonio Bardellino ed Ernesto Bardellino, originari di San Cipriano d'Aversa membri della famiglia a capo del clan.
- Alberto Beneduce e Benito Beneduce, originari di Sant'Anastasia, entrambi capo-zona di Baia Domizia e nel sud Pontino, affiliati storici dei Bardellino, con attività prevalentemente nelle città di Minturno, Formia e Gaeta[20].
- Aldo Ferrucci[21], originario di Sessa Aurunca, insospettabile imprenditore e successivamente collaboratore di giustizia, che fungeva da prestanome di Bardellino.
- Franco Sorvillo[22], originario di Mondragone, con svariati interessi nell'edilizia e nel commercio a Minturno, Formia e Gaeta.
- Gennaro De Angelis[23], originario di Casal di Principe, organico del clan Bardellino, capo-regime di Cassino[24].

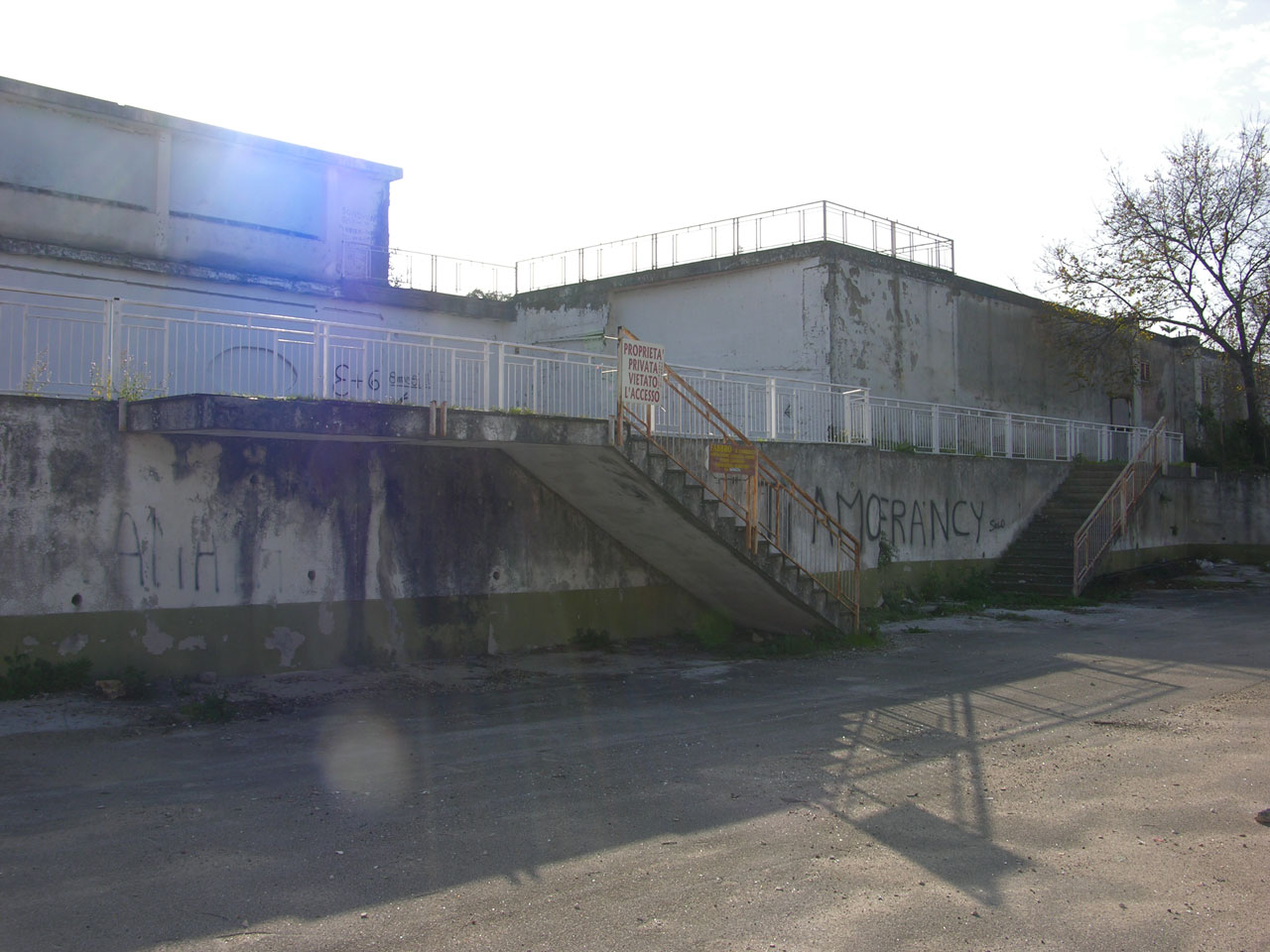
L'ex stabilimento della discoteca Seven Up a Formia.

Tanta rappresentanza mafiosa era favorita dalla compiacenza della politica sulla quale ancora grava più di un sospetto in considerazione dei lavori della Commissione d'Accesso a Fondi e sulla richiesta di scioglimento del suo consiglio comunale avanzata dal Prefetto di Latina. Antonio Bardellino limitò la sua attività a sporadiche apparizioni in quanto era già all'epoca latitante, inseguito da diversi ordini di cattura per estorsione, omicidio e strage. In un summit a Formia Bardellino, alla presenza di Pasquale Galasso, Giacomo Cavalcanti ed Enzo Moccia, stabilì l'attacco alla masseria dei Nuvoletta a Poggio Vallesana. Il fratello Ernesto rappresentava il braccio operativo che sul territorio concretizzava il reinvestimento dei capitali di provenienza illecita. Infatti, nel 1979 a Formia veniva registrata la Immobiliare Tirreno Sud, di cui erano soci lo stesso Ernesto Bardellino, i fratelli Alberto e Benito Beneduce e Giuseppe Natale. Questa azienda realizzò nella zona di Vindicio, in via unità d'Italia, una grande lottizzazione, come ad esempio nel caso della costruzione dell'albergo Solemar. Altro settore per favorire il riciclaggio di denaro di provenienza illecita, era quello dei locali notturni; infatti nel 1980 vine aperta la discoteca Seven Up (la cui costruzione era iniziata nei nove mesi precedenti e edificata su un’area di oltre cinquemila metri quadrati, capace di accogliere fino a ottomila persone) l'attività illegale venne accertata già nel 1982 nell'ambito del procedimento penale riguardante il fallimento della società Maurice, proprietaria della citata, e titolare della quale risultava Aldo Ferrucci.
Quest'ultimo aveva ottenuto dalla Banca Popolare del Golfo prestiti consistenti, senza però fornire alcuna garanzia: la facilità con cui Ferrucci ottenne liquidità spostò l'attenzione degli inquirenti sui massimi vertici dell'istituto di credito locale che, al termine degli accertamenti investigativi giudiziari, risultò pesantemente infiltrato dalla criminalità organizzata. In sostanza, la banca andò in rovina in quanto aveva "prestato", tra il 1980 e il 1981, 5 miliardi di lire alla Maurice che, essendo una società-espressione dell'economia camorrista, fallì. Lo stabile della discoteca, tra le più famose all'epoca in Italia, finì sotto sequestro nel 1985 nell'ambito dell'inchiesta della magistrature sui beni riconducibili ad Antonio Bardellino.
Un anno prima il suo direttore, sempre Aldo Ferrucci, venne arrestato dalla Criminalpol di Napoli con l'accusa di far parte del clan Bardellino. Prima dell'altro arresto scaturito da un'inchiesta sul clan Moccia, al quale Ferrucci era anche legato, il locale nel 1986 rimase semidistrutto da un'esplosione (provocata dalla combustione di fuochi artificiali) seguita da un incendio che ne compromise seriamente la struttura; due ragazzi morirono carbonizzati, oltre quaranta i feriti sui cento ragazzi presenti quella sera. L'incidente comportò la fine della discoteca Seven Up, che non riaprì mai più. Le indagini, i sequestri e gli arresti susseguitisi negli anni dimostrarono il legame tra la discoteca e la malavita.

### L'omicidio Bardellino e l'ascesa degli Schiavone
Tra la fine degli anni ottanta e l'inizio degli anni novanta il clan vive una grave crisi, scaturita dall'omicidio di Alberto Beneduce, operato dai clan satelliti La Torre ed Esposito, a cui seguono gli omicidi di Vincenzo De Falco e di Mario Iovine, elementi di spicco del gruppo. Secondo i collaboratori di giustizia, Mario Iovine si recò a casa di Bardellino in Brasile e qui lo uccise con un martello
Dopo la sua scomparsa, venne assassinato anche suo nipote Paride Salzillo, colui che gestiva sul territorio, per conto dello zio, gli affari malavitosi. Ricevuta la telefonata dal Brasile dell'avvenuta morte del capo, Francesco Schiavone invitò Salzillo a un incontro con tutti i maggiori elementi di spicco dell'organizzazione. Questi ultimi, non appena il giovane si presentò lo disarmarono, lo informarono della morte dello zio e gli dissero che lo avrebbero ucciso. Salzillo, impietrito, venne fatto sedere su di una sedia e strangolato con una corda. Anche il suo cadavere non venne mai ritrovato e si ritiene probabilmente che fu gettato in un canale poi cementificato.
Con l'omicidio di Antonio Bardellino nel 1988 si determina un vortice di vendette con numerosi omicidi tra San Cipriano d'Aversa e Casal di Principe, tanto che questi comuni ottennero, in quegli anni, il primato di area urbana col più alto tasso di omicidi d'Europa.

### L'omicidio di Giuseppe Diana e il processoSpartacus
All'inizio degli anni '90, l'omicidio di Alberto Beneduce dà inizio ad una sanguinosa lotta interna, proprio tra De Falco e le fazione degli Schiavone e Bidognetti, faida che si protrasse sino alla metà degli anni novanta. La guerra intestina assegnerà definitivamente il comando del clan a Schiavone e Bidognetti. Il potere e il comando del clan fu assunto da Francesco Schiavone e da Francesco Bidognetti; anche se era il primo il boss principale. Subito dopo spiccavano le figure di Michele Zagaria e Antonio Iovine, entrambi di San Cipriano d'Aversa. In questi anni, precisamente nel 1994, i Casalesi uccisero il sacerdote Giuseppe Diana, parroco di Casal di Principe, colpevole secondo l'organizzazione di aver criticato la camorra.
Il dominio di Schiavone e Bidognetti venne interrotto con una maxi-operazione denominata "Spartacus", nata dalla collaborazione di alcuni pentiti. L'operazione condusse nel 1993 all'arresto di Bidognetti e nel 1998 di Schiavone. Tali azioni permisero di intentare un processo, il processo Spartacus, di cui invero la stampa non si occupò molto. Iniziato nel 1998, le sentenze di primo grado giunsero nel 2005, mentre quelle di appello nel 2008 e il terzo ed ultimo grado, la Cassazione, il 15 gennaio 2010. Il colpo per il clan fu molto duro, vennero condannati all'ergastolo Schiavone, Bidognetti e molti altri importanti esponenti latitanti come Zagaria e Iovine.
Durante gli anni del processo il pentito Carmine Schiavone sembrò rivelare che ci sarebbe stato un piano del clan per uccidere lo scrittore Roberto Saviano entro il 25 dicembre del 2008. L'affermazione venne poi smentita dallo stesso Schiavone, che incontrò Saviano nella sede della Arnoldo Mondadori Editore in via Sicilia a Roma. Secondo Schiavone quell’ informazione venne messa in giro dai Servizi Segreti con l'obiettivo di screditare il suo ruolo di collaboratore, visto che una volta scontata definitivamente la pena, avrebbe cominciato a rivelare le informazioni sulle coperture istituzionali dell'organizzazione, da lui verbalizzate ma coperte con degli omissis, che di fatto segretarono la confessione, da parte dell'allora Ministro degli Interni Onorevole Giorgio Napolitano, così come riportato dal giornale "Il Mattino".

### Gli anni 2000 e gli arresti dei boss
A partire dagli anni 2000 gli arresti, le condanne e il regime penitenziario del 41 bis indebolirono molto le figure di Schiavone e Bidognetti consentendo l'ascesa di due boss già condannati all'ergastolo, ma latitanti: Michele Zagaria e Antonio Iovine. Il primo controllava gli affari dei Casalesi nel nord Italia e nell'Europa dell'est, il secondo si occupava delle coperture politiche a Roma. Il gruppo di Bidognetti venne quasi distrutto, soprattutto dopo l'arresto di Giuseppe Setola, allora reggente del gruppo e colpevole della strage di Castel Volturno, dove vennero uccise sette persone a colpi di AK-47.
Il clan Schiavone fu poi indebolito dall'ascesa di Giuseppe Costa al potere, ma risultò essere ancora attivo. Lo dimostrano l'arresto di Nicola Schiavone, figlio maggiore di Francesco, avvenuto il 15 giugno 2010, visto come reggente del gruppo e mandante del triplice omicidio di Francesco Buonanno, Giovanni Battista Papa e Modestino Minutolo, seguito dall'arresto di Francesco Barbato o' sbirro, considerato a sua volta reggente del clan dopo l'arresto di Nicola.
L'arresto di Antonio Iovine, avvenuto il 17 novembre 2010, fino ad allora uno dei più importanti boss del clan, rese Michele Zagaria l'unica figura di spicco del clan. Dal 2011 la reggenza del clan viene affidata alla famiglia Iavarazzo di Villa Literno, già imparentati con gli Schiavone. Il 7 dicembre dello stesso anno, durante una massiccia operazione della Polizia di Stato, scattata all'alba, venne catturato Michele Zagaria: il boss, latitante da ben 16 anni, si nascondeva in un bunker sotterraneo di un appartamento di Casapesenna, in via Mascagni. Il 10 marzo 2015 nel corso dell'"Operazione Spartacus Reset", vengono arrestati 40 appartenenti al clan Schiavone, tra cui anche i figli di Sandokan, Nicola e Carmine Schiavone.

### La situazione attuale
Per quanto riguarda le varie fazioni storiche che da sempre hanno composto l'organizzazione, gli Schiavone risulterebbero i più indeboliti. La fazione avrebbe, secondo le indagini, subito una "scissione" per le volontà di Emilio Martinelli, il quale avrebbe costituito una fazione propria a San Cipriano d'Aversa, distaccandosi totalmente dagli Schiavone. Ci sarebbe stato un ulteriore indebolimento ai danni degli Schiavone dovuto ad un contrasto che questi avrebbero avuto con i Bidognetti, secondo le indagini, guidati da Gianluca Bidognetti, figlio dello storico capo Francesco Bidognetti. Per quanto riguarda la fazione di Michele Zagaria, essa sarebbe quasi totalmente rivolta agli investimenti nell'economia legale e molto meno interessata al controllo militare del territorio.
Mentre per la fazione Iovine, secondo la DDA risulta essere quasi totalmente assente dopo il pentimento del boss Antonio Iovine.

## Descrizione
Si tratta di una federazione di clan criminali unite tra loro, ma ognuno con una propria autonomia nei loro comuni d'appartenenza.
Si connota come un cartello criminale avente i tratti tipici "paragonabili" a Cosa Nostra, con una struttura piramidale, con una cupola e una cassa comune. Oltre che nella provincia di Caserta, il clan risulta attivo anche in altre regioni del paese come nel Lazio, Veneto ed Emilia-Romagna, in particolare nelle province di Modena, Reggio Emilia e Rimini.

## Attività e diffusione
Le attività dell'organizzazione camorristica sono molto diversificate, nelle quali il racket delle estorsioni è tuttavia molto rilevante per l'economia del clan, soprattutto nell'Agro aversano. Secondo una stima della Direzione Nazionale Antimafia il fatturato risultante delle aziende controllate dal clan e dei traffici illeciti si aggirerebbe attorno ai 30 miliardi di euro. Inoltre dal 1985 al 2004 sarebbero stati compiuti dal clan 646 omicidi. Secondo lo scrittore Roberto Saviano, minacciato di morte dalla stessa organizzazione, i Casalesi condussero all'estero attività illecite, già dagli anni '90. In Spagna sono molto impegnati ad investire in immobili, aziende agricole, alberghi, ville, negozi di lusso e traffico di droga. Sono inoltre da anni presenti nel traffico e nello smaltimento internazionale dei rifiuti tossici e nocivi delle industrie italiane e straniere. In Svizzera riciclano capitale e nell'acquisto di banche.
L'organizzazione risulta molto attiva anche sotto l'aspetto imprenditoriale, con interessi in diverse attività, tra le quali le cave di marmo di Carrara. Nel 2008 tentò addirittura di acquisire quote societarie della Società Sportiva Lazio, tramite l'ex calciatore Giorgio Chinaglia. Durante la crisi dei rifiuti in Campania nel 2008 venne scoperto un grande traffico e smaltimento illegale di rifiuti da parte del clan. Il clan è inoltre attivo anche nel traffico di eroina e cocaina, con diversi boss di cosa nostra statunitense della famiglia Gambino di New York, John Gotti e con la famiglia Genovese soprattutto nell'ambito della fornitura di stupefacenti.

## L'azione di contrasto
L'attività di contrasto all'organizzazione ha acquisito progressivamente maggiore intensità: un primo riconoscimento dell'esistenza dell'organizzazione si ebbe nel 1986 con la sentenza del Tribunale di Santa Maria Capua Vetere nei confronti di Aldo Alessandri (conosciuto anche come "processo Bardellino") che si concluse con diverse condanne e decretò l'appartenenza del clan alla Nuova Famiglia; ma una reale azione di contrasto si ebbe soprattutto dopo la collaborazione di alcuni pentiti che condusse al Processo Spartacus nel 1998. Da allora sono stati effettuati sia molti sequestri di beni, che arresti importanti, ma la potenza del clan rimase ancora enorme, a causa dei fortissimi legami con la politica, sia locale che nazionale, con l'imprenditoria, con l'industria e infine a causa della mancata collaborazione della popolazione.

### Operazioni di polizia
- L'11 luglio 1998 viene arrestato a Casal di Principe Francesco Schiavone detto “Sandokan”[66][67]. Il 19 giugno 2008, con la conclusione del processo d'appello, il camorrista viene condannato all'ergastolo[68][69].
- Il 26 marzo 2008 viene arrestato a Viareggio il latitante Orlando Lucariello di Gricignano di Aversa, inserito tra i 500 latitanti più pericolosi[70], ritenuto elemento di spicco del clan dei Casalesi per gli affari in Toscana e stretto collaboratore di Giuseppe Russo, detto "’o Padrino". In seguito a un processo, il pentito Orlando Lucariello lancia dure accuse nei confronti di tre amministrazioni del casertano ovvero Gricignano di Aversa, Succivo e Orta di Atella e accuserà anche il noto deputato Nicola Cosentino del PDL, di essere un mediatore del clan per gli appalti[71].
- Il 30 settembre 2008 una maxi-operazione[72] conduce all'esecuzione di 127 ordini di custodia cautelare, un'ottantina per persone già detenute, e all'arresto di Giuseppina Nappa, moglie di Sandokan. Inoltre vennero sequestrati beni per cento milioni di euro. A Quarto, in un'altra operazione dei Carabinieri, fu posto agli arresti il gruppo di fuoco di Giuseppe Setola, formato da Alessandro Cirillo, Oreste Spagnuolo e Giovanni Letizia, gruppo che da mesi stava seminando il terrore sul Litorale Domizio. Inoltre, nel corso del blitz, vennero sequestrate sette pistole, un fucile a pompa e due fucili AK-47 e numerosi proiettili di vario calibro, pettorine dei carabinieri, palette, lampeggianti, due auto rubate e due moto di grossa cilindrata.
- L'11 ottobre 2008 vengono arrestate dalla DDA di Napoli sette persone delle dieci ricercate legate al clan scissionista di Bidognetti, con a capo il latitante Giuseppe Setola, sfuggito anche questa volta.[73]
- Il 7 novembre 2008 vengono arrestati Davide Granato, 33 anni, e Giuseppe Alluce, il primo è uno dei responsabili dell'omicidio di un parente di due collaboratori di giustizia (Stanislao Cantelli), l'altro, invece, è braccio destro del boss latitante Setola.[74]
- Il 21 novembre 2008 viene arrestato Gianluca Bidognetti, figlio di Francesco, detto Cicciotto 'e Mezzanotte per la sua passione per le discoteche, reo di aver partecipato il 31 maggio 2008 ad un commando con l'intento di uccidere sua zia e sua cugina.[75]
- Il 21 dicembre 2008 viene arrestato Metello Di Bona, 38 anni, stragista del clan dei Casalesi[76].
- Il 12 gennaio 2009 fallisce il blitz contro Giuseppe Setola a Trentola-Ducenta. Setola riesce a fuggire attraverso le fogne. Viene invece arrestata e interrogata la moglie del superlatitante, Stefania Martinelli.[77]
- Il 14 gennaio 2009 i Carabinieri riescono ad arrestare Giuseppe Setola a Mignano Monte Lungo e a porre fine alla sua latitanza[78][79].
- Il 30 marzo 2009 vengono arrestate trentotto persone appartenenti ai Casalesi tra Napoli, Caserta, Milano, Ferrara e Reggio Emilia, camorristi che gestivano un traffico di droga sul litorale campano da Mondragone, in provincia di Caserta, fino a Lago Patria, frazione di Giugliano, provincia di Napoli.[80]
- Il 6 aprile 2009, nell'Operazione Medusa, vengono arrestate a Modena cinque persone legate al clan dei Casalesi, che operavano nella zona da più di vent'anni, riconducibili al figlio di Francesco Schiavone. Altri quattro erano già stati arrestati il 9 marzo 2009.[81]
- Il 29 aprile 2009, nell'Operazione Principe, viene arrestato Michele Bidognetti, il fratello del capo-clan Francesco Bidognetti detto Cicciotto 'e Mezzanotte. Sono stai sequestrati beni del valore di 5 milioni di euro.[82]
- Il 3 maggio 2009 viene arrestato a Casal di Principe dagli agenti della Squadra Mobile di Caserta Raffaele Diana, boss dei Casalesi, ricercato dal 2004 e inserito nell'elenco di 30 super-latitanti.[83] Originario di San Cipriano d'Aversa, Diana si unì al clan dei Casalesi alla fine degli anni '70, quando era ancora unito sotto un unico leader, Antonio Bardellino, che controllava il clan dalla sua base in Brasile. Strinse amicizia con Mario Iovine, braccio destro di Bardellino. Diana era ampiamente ritenuto uno dei responsabili dell'omicidio di Paride Salzillo, nipote del boss dei Casalesi. Salzillo fu assassinato nel marzo 1988, lo stesso giorno in cui fu ucciso Bardellino. Ha avuto un ruolo chiave nella guerra dei Casalesi contro la Nuova Camorra Organizzata, partecipando ai famigerati omicidi Pagano Mennillo-Orsi-Gagliardi, in cui i membri dei Casalesi posizionarono una mitragliatrice su una collina a Ponte Annicchino e aprirono il fuoco, uccidendo quattro Cutoliani a Casal di Principe il 22 aprile 1989. Diana era uno dei vertici del clan dei Casalesi, arrestato il 13 dicembre 1990 nell'operazione carabinieri Santa Lucia insieme a Francesco Schiavone, Francesco Bidognetti, Francesco Schiavone e Giuseppe Russo. Poco dopo essere stato rilasciato, fu inviato dal governo italiano al confino a Modena, dove organizzò un giro di estorsioni in Emilia-Romagna, dove fu nuovamente arrestato nell'operazione Zues.
- Il 18 maggio 2009 viene arrestato Franco Letizia dagli agenti della Squadra Mobile di Caserta a San Cipriano d'Aversa. Letizia, al momento dell'arresto era presente nella lista dei cento latitanti più pericolosi, era considerato il successore di Giuseppe Setola alla guida del clan Bidognetti, fazione del clan dei Casalesi. Insieme a lui sono stati arrestati anche Antonio Diana, proprietario dell'abitazione in cui si trovava Letizia, e Carlo Corvino, entrambi già noti alle forze dell'ordine.[84][85]
- Il 2 luglio 2009, nell'operazione Spartacus End, vengono arrestate 14 persone accusate di aver commesso diversi omicidi[86].
- Il 15 luglio 2009, in un'operazione anti-camorra effettuata dalla Polizia di Stato, vengono arrestate 42 persone appartenenti al clan tra Caserta e Modena, città da tempo succursale del sodalizio criminale, attivo nella città emiliana con il racket delle estorsioni e il gioco d'azzardo. Nell'operazione vengono arrestate anche la moglie e la figlia di Raffaele Diana, capo-zona di Modena catturato il 3 maggio 2009.[87]
- Il 13 agosto 2009 la Polizia di Casal di Principe fa irruzione durante un summit camorristico che porta all'arresto di 9 persone più il super latitante Maccariello Raffaele, condannato all'ergastolo per essersi reso responsabile di efferati omicidi[88].
- Il 18 marzo 2010 il gruppo di investigazione sulla criminalità organizzata del Nucleo di Polizia Tributaria di Bologna ha emesso 20 ordinanze di custodia cautelare per altrettanti affiliati del clan camorristico dei Casalesi dislocati tra Modena, Mantova, Napoli e Caserta. Confiscati valori mobili ed immobili illecitamente accumulati per un valore complessivo di almeno 6 milioni di euro.[89]
- Il 30 marzo 2010 Carmine Zagaria e Nicola Zagaria, rispettivamente fratello e padre del boss latitante Michele Zagaria, vengono arrestati nel corso di un'operazione che ha portato a sedici ordinanze di custodia cautelare e al sequestro di beni per circa 30 milioni di euro[90]. Carmine è stato scarcerato il 22 aprile 2010, probabilmente per mancanza di gravi indizi di colpevolezza[91], mentre Nicola, riconosciuto colpevole di estorsioni, a causa della sua veneranda età, viene posto agli arresti domiciliari. Carmine è stato successivamente riarrestato[92].
- Il 14 aprile 2010 viene catturato Nicola Panaro, numero tre del clan dei Casalesi, ricercato dal 2003, ed inserito nell'elenco dei trenta latitanti più pericolosi[93]. Condannato per estorsione e associazione a delinquere, deve ancora scontare una pena detentiva di nove anni e quattro mesi. È nipote del boss dei Casalesi Francesco Schiavone ed è considerato il vero capo del clan, insieme alla moglie di Schiavone, Giuseppina Nappa, a Vincenzo Schiavone e a Mario Caterino. Fu arrestato per la prima volta nel marzo 1999 per racket e associazione mafiosa. Fu anche accusato dell'omicidio di Aldo Scalzone nel 1991. La camorra considerava Scalzone un collaboratore della polizia. Panaro fu rilasciato nel 2002 dopo che i suoi avvocati dimostrarono che le testimonianze dei traditori di camorra erano insufficienti. Dal suo rilascio divenne latitante. Suo fratello Sebastiano Panaro fu condannato all'ergastolo nel Processo Spartaco contro il clan dei Casalesi. Nicola Panaro è accusato di essere l'intermediario del clan in transazioni finanziarie con Nicola Cosentino, sottosegretario al Ministero dell'Economia del quarto governo Berlusconi e capo del partito Popolo della Libertà (PdL) di Berlusconi in Campania.
- Il 12 luglio 2010, su richiesta della DDA di Napoli, vengono arrestate diciassette persone, con l'accusa di estorsione, turbativa d'asta ed associazione camorristica, e sequestrati beni per un miliardo di euro. Tra gli arrestati l'ex consigliere regionale dell'UDEUR, Nicola Ferraro, accusato di essersi accordato con il clan nella doppia veste di imprenditore nel settore dei rifiuti e di politico, allo scopo di ottenere vantaggi per l'affermazione delle proprie aziende e di ottenere voti, fornendo in cambio appoggio al clan insieme al fratello Luigi, per agevolare l'attribuzione di risorse pubbliche attraverso l'aggiudicazione di appalti ad imprese compiacenti, nonché per favorire il controllo da parte del clan dello strategico settore economico dello smaltimento dei rifiuti[94]. Nella stessa operazione risultano indagati anche il superlatitante Antonio Iovine, Nicola Schiavone, figlio del boss Francesco "Sandokan" Schiavone, e il prefetto di Frosinone Paolino Maddaloni[95].
- Il 4 novembre 2010 vengono arrestati cinque esponenti dei Casalesi, appartenenti al gruppo di Francesco Schiavone, accusati dell'omicidio di Raffaele Lubrano, avvenuto nel novembre 2002. La causa dell'omicidio nasceva dalla volontà del clan Lubrano di rendersi autonomo dai Casalesi.[96]
- Il 17 novembre 2010 il personale della Squadra Mobile della Questura di Napoli arresta a Casal di Principe il boss Antonio Iovine, detto "o’ Ninno", già condannato all'ergastolo nel 2008 e latitante da 14 anni[97][98].
- Il 23 novembre 2010 la DIA e il NIC arrestano due vigili di Casal di Principe, Mario De Falco, fratello del defunto boss Vincenzo, e Stanislao Iaiunese ed eseguono altri due provvedimenti di custodia cautelare nei confronti di Gianluca e Michele Bidognetti, già reclusi, per violazione del regime carcerario 41 bis.[99][100]
- Il 25 novembre 2010 viene arrestato Nicola Della Corte con l'accusa di essere il killer di Giovanni Battista Papa, Modestino Minutolo e Francesco Buonanno, uccisi l'8 maggio 2009 su ordine di Nicola Schiavone[101].[102]
- Il 20 dicembre 2010 viene arrestato Sigismondo Di Puorto, di 38 anni, latitante da nove mesi, considerato il reggente del clan Schiavone. Viene accusato di associazione mafiosa ed estorsione aggravata.[103]
- Il 21 dicembre 2010 vengono arrestati otto presunti affiliati dei Casalesi per tentate estorsioni nei confronti di imprenditori e commercianti.[104]
- L'11 gennaio 2011 viene arrestato, con l'accusa di associazione mafiosa, Mario Iavarazzo, considerato il reggente del clan Schiavone e il gestore della cassa del clan[105]. Il 13 gennaio 2011 Iavarazzo viene scarcerato dal GIP[106] per insufficienza di elementi di prova.[107]
- Il 29 marzo 2011 viene arrestato a Santa Maria Capua Vetere Carmine Morelli, l'ultimo degli accusati del triplice omicidio di Giovanni Battista Papa, Modestino Minutolo e Francesco Buonanno ad essere latitante. Insieme a Morelli vengono arrestate per favoreggiamento, altre quattro persone.[108]
- Il 14 aprile 2011 vengono arrestate nel corso di una maxioperazione in cinque regioni italiane, Veneto, Lombardia, Sardegna, Campania e Puglia, ventinove persone riconducibili ai Casalesi. Il gruppo aveva la propria sede principale in Veneto. Gli arrestati sono accusati di estorsione verso centinaia di ditte, usura aggravata, associazione mafiosa.[109][110]
- Il 2 maggio 2011 viene arrestato a Casal di Principe Mario Caterino, condannato all'ergastolo nel Processo Spartacus e latitante da tre anni[111].
- Il 9 maggio 2011 vengono arrestate 12 persone con l'accusa di aver ucciso, nel 2003, Sebastiano Caterino e Umberto De Falco[112].
- Il 14 giugno 2011 vengono arrestate 11 persone, tra cui una soldatessa, con l'accusa di aver favorito la latitanza del boss Michele Zagaria[113].
- Il 7 novembre 2011, in tutta Italia, i Carabinieri arrestano 35 persone accusate a vario titolo di associazione mafiosa, omicidio, estorsione, usura, traffico di droga e traffico di armi[114].
- Il 7 dicembre 2011 viene catturato a Casapesenna Michele Zagaria, capo della cosca e latitante da sedici anni[115].
- Il 27 gennaio 2012 vengono arrestate sei persone in un'operazione eseguita dalla Squadra Mobile di Caserta e dalla DIA di Roma e coordinata dalla DDA di Napoli, tutte appartenenti sia al clan dei Casalesi, nello specifico la fazione facente capo al gruppo Schiavone, sia a Cosa Nostra. L'operazione si basa su indagini riguardanti un'alleanza tra la camorra e la mafia per acquisire nel Mezzogiorno il monopolio nel settore dei trasporti nel Mezzogiorno. Tra i destinatari delle misure cautelari vi sono Nicola Schiavone, figlio di Sandokan, e anche Gaetano Riina, fratello del "Capo dei Capi" Totò[116].
- Il 10 febbraio 2012 viene arrestato il sindaco in carica del comune di Casapesenna, Fortunato Zagaria, omonimo, ma non parente del boss della camorra[117]. Accusato, secondo le indagini della DDA di Napoli, di concorso esterno in associazione mafiosa[118], in particolare come uomo di fiducia di Michele Zagaria, di violenza privata nei confronti del precedente sindaco del comune casertano, Giovanni Zara[119].
- Il 2 agosto 2012 Il Dipartimento di Stato Americano ha deciso di bloccare i beni, e nel divieto a tutti gli americani di effettuare con loro transazioni, a cinque boss campani, fra i quali Antonio Iovine, Michele Zagaria, Mario Caterino (clan dei Casalesi), Paolo Di Lauro (soprannominato Ciruzzo 'o Milionario, uno dei protagonisti della prima faida di Scampia) e Giuseppe Dell'Aquila (noto come Peppe 'o Ciuccio, tra i fondatori dell'Alleanza di Secondigliano)[120].
- Il 2 agosto 2012, nella zona di influenza criminale del clan dei Casalesi, alcuni commercianti, ai quali viene estorta una tangente, iniziarono a denunciare. Venne arrestato Oreste Reccia, luogotenente del boss Salvatore Venosa[120].
- Il 6 ottobre 2012 viene arrestato il boss latitante dal 2010 Massimo Di Caterino, luogotenente di Michele Zagaria[121].
- Nel novembre 2012 vengono arrestate, per estorsione aggravata dal metodo mafioso, nove persone del gruppo Zagaria. Tra loro anche tre fratelli e un nipote di Michele Zagaria. Uno dei tre fratelli arrestati è Antonio Zagaria, ritenuto il reggente della cosca dopo l'arresto del boss[122].
- Nel gennaio 2013 viene arrestato Carmine Schiavone, figlio di Francesco, per tentata estorsione aggravata dal metodo mafioso. Secondo i Carabinieri fu lui a governare la famiglia dopo gli arresti dei fratelli Nicola, Ivanhoe ed Emanuele. Dei cinque figli di Francesco Schiavone resta libero soltanto Walter. Carmine Schiavone, il cui nome era stato scelto in omaggio al cugino del boss, poi pentito, non aveva precedenti penali.[123].
- Il 28 febbraio 2013 vengono effettuati 23 arresti, tredici in Toscana e dieci in Campania, con accuse di associazione per delinquere di tipo mafioso, estorsione, detenzione e porto d'armi, danneggiamento seguito da incendio e detenzione ai fini di spaccio di sostanze stupefacenti[124].
- Aprile 2013: Operazione Titano, 24 arresti. Rilevati affari nella Repubblica di San Marino, Emilia-Romagna e Marche[125].
- Il 27 giugno 2013 in tutta Italia vengono arrestate 57 persone ritenute affiliate al clan dei Casalesi. Operazione "Rischiatutto"[126]. Asse Casalesi-Mafia-'Ndrangheta.
- Nel dicembre 2013 vengono arrestati per estorsione Cipriano Chianese, di Parete, avvocato-imprenditore, e il suo collaboratore Carlo Verde.[127]
- Operazione “Dirty Job”: nel giugno 2014 vengono arrestati sette imprenditori impegnati nella ricostruzione dopo il terremoto dell'Aquila del 2009. Si rivolgevano alla camorra, in particolare al clan dei Casalesi, per assumere maestranze a basso prezzo. Gli imprenditori arrestati vennero accusati, a vario titolo, di estorsione aggravata dal metodo mafioso, intermediazione illecita e sfruttamento del lavoro[128].
- Il 31 maggio del 2014 viene arrestato a Castel Volturno Luigi Autiero, di Gricignano di Aversa, boss del clan Autiero[129], fazione Schiavone; prima dell'arresto di Autiero sono stati arrestati in precedenza altri esponenti del clan sempre a Gricignano di Aversa. In seguito anche il sindaco verrà arrestato per concorso esterno in associazione mafiosa, oltre a quest'ultimo anche il sindaco di Orta di Atella, Angelo Brancaccio e Sergio Orsi imprenditore di Casal di Principe.
- Il 10 marzo 2015, operazione "Spartacus Reset", in un blitz congiunto anche in altre province in tutta Italia, vengono arrestati quaranta indagati, affiliati al clan. Tra questi vi sono anche Carmine e Nicola Schiavone, figli di "Sandokan".[130]
- Il 10 dicembre 2015 le indagini, coordinate dalla DDA di Napoli e dal procuratore aggiunto Giuseppe Borrelli, hanno svelato un complesso sistema criminale finalizzato al riciclaggio dei proventi illeciti da parte degli indagati, tra i quali spiccano amministratori locali ed esponenti dell'imprenditoria casertana. Tra le 28 misure di custodia cautelare c'è anche quella per il sindaco di Trentola-Ducenta, Michele Griffo, e per l'imprenditore Alessandro Falco che si erano prima resi irreperibili, ma si sono consegnati di loro spontanea volontà nei giorni successivi al blitz. Il prefetto di Caserta, Arturo De Felice, ha sospeso dalla carica il sindaco di Trentola-Ducenta Michele Griffo e il consigliere comunale Nicola Picone, entrambi coinvolti nell'inchiesta: Griffo venne raggiunto da un ordine di carcerazione, mentre Picone dalla misura restrittiva e del divieto di dimora nella Regione Campania. L'amministrazione sarà retta dal vice-sindaco Giuseppe Coppola. Le porte del carcere si sono aperte per ventiquattro persone, mentre quattro sono destinatari di misure restrittive, tra cui l'ex sindaco del comune casertano, Nicola Pagano. Tra gli arrestati anche un dirigente e architetto del Comune. I reati contestati agli indagati sono associazione a delinquere di stampo camorristico, concorso esterno in associazione mafiosa, intestazione fittizia di beni, riciclaggio, estorsione, falsità materiale commessa dal pubblico ufficiale in atti pubblici, abuso d'ufficio, truffa e turbata libertà degli incanti. Sequestrato anche il centro commerciale, "Jambo" di Trentola-Ducenta, valore circa 60 milioni di euro, al centro di appalti irregolari a favore del gruppo di Michele Zagaria dei Casalesi[131].
- Il 9 maggio 2016 vengono arrestati, su richiesta della DIA di Napoli, 8 esponenti del gruppo "Caterino-Ferriero" di Cesa facente parte della fazione Bidognetti. Tra gli arrestati, spicca Nicola Caterino alias "o' Cecato", storico referente locale della fazione Bidognetti del clan dei Casalesi a Cesa.[132]
- Il 21 aprile 2017 viene arrestato a Lusciano Giuseppe Virgilio Claudio, esponente del clan della fazione Iovine, che uccise due persone a Frignano e San Marcellino.
- Il 27 aprile 2017 viene arrestato a Frignano Nicola Garofalo, fedelissimo di Bidognetti; era lui a dirigere gli affari illeciti nella zona di Lusciano e Parete.
- Il 22 novembre 2022 in un'operazione dei Carabinieri del Comando Provinciale di Caserta coordinati dalla DDA di Napoli arrestano 37 persone accusati di far parte delle fazioni degli Schiavone e dei Bidognetti del clan dei casalesi. Secondo le indagini i soggetti arrestati avrebbero gestito un consorzio illegale di pompe funebri e controllato il territorio attraverso armi, pizzo ai pusher, usura verso cittadini e imprenditori con tassi del 240%. [133]
- Il 14 ottobre 2024 vengono eseguite 14 misure cautelari per le accuse di associazione a delinquere di tipo mafioso, estorsione, incendio, detenzione di armi e ricettazione dai Carabinieri del Comando provinciale di Caserta. Secondo gli inquirenti uno degli arrestati, tornato in libertà di recente dopo 24 anni di reclusione, stava tentando di ricostituire una frangia del clan dei Casalesi.[134]

### Sequestri di beni
- L'8 aprile 2010 vengono sequestrati beni per oltre 700 milioni di euro, tra cui l'ex zuccherificio “Ipam” e l'azienda agricola “la Balzana” (ex Cirio), che appartenevano a Dante Passarelli, imprenditore organico al clan, deceduto in circostanze misteriose nel 2004. Gli inquirenti ipotizzano che il valore dei beni sequestrati ammonti a due miliardi di euro, quindi si tratterebbe del più grande sequestro di beni, nella lotta alle organizzazioni mafiose.[135]
- Il 10 luglio 2010 viene sequestrata al clan la società Country Club, intestata ad un prestanome del boss dell'ala stragista del clan Giuseppe Setola, per un valore di quindici milioni di euro, nonché viene sottoposto a sequestrato preventivo il lago d'Averno, del quale non viene calcolato il valore economico essendo un luogo naturale, specchio d'acqua tra i più suggestivi del mondo, ricco di importanti siti storici, narrato da Virgilio e Dante.
- Il 25 marzo 2010 vengono sequestrati beni tra Caserta e Modena per un valore complessivo di cinquanta milioni di euro agli Schiavone, gruppo affiliato dei Casalesi guidato da Francesco Schiavone.[136]
- Il 14 luglio 2009 la DIA di Napoli sequestra al clan beni per oltre cinquanta milioni di euro, intestati a trenta prestanomi ricollegabili a cinque persone, per le quali vengono emessi dei provvedimenti restrittivi.
- Il 4 dicembre 2009 vengono sequestrati ad affiliati, e prestanomi, nelle province di Massa-Carrara, Parma e Cremona, beni per venti milioni di euro.
- Il 24 gennaio 2010 la Polizia di Caserta sequestra beni per tre milioni di euro riconducibili a Vincenzo Ucciero, elemento di spicco dei Casalesi nella zona di Villa Literno.[137]
- Il 15 marzo 2011 la DIA sequestra nel basso Lazio beni per cento milioni di euro.[138]
- Il 6 aprile 2011 vengono sequestrati beni per tredici milioni di euro nel padovano. I beni erano legati ad un imprenditore casertano ma intestati ad un imprenditore veneto collegato ai Casalesi e allo smaltimento dei rifiuti tossici. Tra i beni sequestrati anche una villa a Sperlonga.[139]
- Il 7 febbraio 2012 vengono sequestrati beni per 4 milioni di euro a carico dei fratelli Roma, imprenditori implicati in affari riguardanti il traffico illegale di rifiuti, coadiuvati con il gruppo del clan facente capo alla famiglia Bidognetti.
- Il 10 luglio 2012 avviene un maxi-sequestro da un miliardo di euro tra aziende, immobili e ristoranti. Uno dei sequestri più ingenti contro le mafie italiane.
- Il 14 gennaio 2013 vengono confiscati beni per novanta milioni di euro nel Lazio e in Campania. Si tratta della più grossa confisca ai danni delle organizzazioni camorristiche nel Lazio[140].
- Il 21 gennaio 2013 avviene un sequestro di beni per due milioni di euro nei comuni del basso Lazio Fondi, Sperlonga, Formia, Sezze e Latina. Si tratta di società di trasporto, fabbricati, terreni, veicoli e rapporti finanziari. Prevenzione personale nei confronti di Giuseppe D'Alterio, Luigi D'Alterio, Melissa D'Alterio e Armando D'Alterio, nel 2010 arrestati a seguito dell'indagine Sud Pontino. Secondo l'accusa Giuseppe D'Alterio, detto O'Marocchino, pluripregiudicato, ha rappresentato per lungo tempo un punto di riferimento nel M.O.F. (Mercato Ortofrutticolo di Fondi) per il clan dei Casalesi[123].
- Aprile 2013: Operazione Titano, sequestro di beni per due milioni di euro tra cui una Ferrari 612 Scaglietti e immobili in costruzione in provincia di Pesaro[125].
- Il 27 giugno 2013: operazione "Rischiatutto", sequestro di beni per 450 milioni di euro tra cui sale bingo, sale scommesse, auto di lusso, terreni, fabbricati e rapporti bancari.[141]

## Collaboratori di giustizia
Il clan dei Casalesi conta tra boss e affiliati circa un'ottantina di collaboratori di giustizia. Ne segue un elenco parziale:
- Luigi Basile (1988) deceduto nel 2013
- Carmine Schiavone (1993), deceduto nel 2015
- Giuseppe Quadrano (1995)
- Franco Di Bona (1996)
- Giuseppe Pagano (1996)
- Dario De Simone (1996)
- Raffaele Ferrara (1998)
- Domenico Frascogna (1998)
- Giovanni Ferriero (1999)
- Angela Barra (2003)
- Massimo Pannullo (2003)
- Luigi Diana (2005)
- Alfonso Diana (2005)
- Paolo Di Grazia (2006)
- Riccardo Di Grazia (2006)
- Anna Carrino (2007)
- Antonio Corvino (2007)
- Domenico Bidognetti (2008)
- Gaetano Vassallo (2008)
- Emilio Di Caterino (2008)
- Mario Schiavone (2009)
- Salvatore Laiso (2009)
- Salvatore Fasano (2009)
- Raffaele Piccolo (2009)
- Oreste Spagnuolo (2009)
- Massimo Iovine (2009)
- Luigi Guida (2009)
- Roberto Vargas (2010)
- Francesco Della Corte (2010)
- Giuseppe Guerra (2011)
- Francesco Cantone (2011)
- Tamarro Diana (2011)
- Salvatore Venosa (2012)
- Luigi Tartarone (2012)
- Orlando Lucariello (2012)
- Pasquale Vargas (2012)
- Umberto Venosa (2012)
- Cipriano D'Alessandro (2013)
- Luigi D'Ambrosio (2013)
- Eduardo Di Martino (2013)
- Raffaele Maiello (2013)
- Gaetano Ziello (2014)
- Antonio Iovine (2014)
- Attilio Pellegrino (2014)
- Massimiliano Caterino (2014)
- Maurizio Di Puorto (2014)
- Massimo Vitolo (2015)
- Massimo Amatrudi (2015)
- Nicola Panaro (2015)
- Generoso Restina (2015)
- Antonio Monaco (2016)
- Giuseppe Misso (2016)[142]
- Michele Lombardi (2016)
- Juri La Manna (2016)
- Raffaele Venosa (2016)
- Pietropaolo Venosa (2016)
- Michele Barone (2016)
- Bruno Lanza (2016)
- Francesco Barbato (2017)
- Mary Venosa (2017)
- Anna Caterina Barretta Perrotta (2017)
- Luigi Cassandra (2017)
- Nicola Schiavone (2018)
- Giuseppina Nappa (2018)
- Antimo Di Donato (2018)
- Luigi Moschino (2018)
- Stanislao Cavaliere (2018)
- Francesco Zagaria (2019)
- Raffaele Bidognetti (2019)
- Carmine Iaiunese (2019)
- Alfredo Barasso (2019)
- Mario Iavarazzo (2020)
- Giuseppe Basco (2020)
- Vincenzo Vaccaro (2020)
- Girolamo Arena (2020)
- Christian Sgnaolin (2020)
- Franco Bianco (2021)
- Walter Schiavone (2021)
- Vincenzo D'Angelo (2022)
- Antonio Lanza (2023)

## Vittime famose
Nel corso della sua storia, il clan dei casalesi ha ucciso diverse persone, alcune delle quali molto note, talvolta con modalità estremamente violente.
Tra le vittime più note:
- Filomena Morlando, 25 anni di Giugliano in Campania, morta il 17 dicembre 1980 dopo essere stata utilizzata come scudo dall'allora nascente boss Francesco Bidognetti per salvarsi da un attentato[143].
- Salvatore Nuvoletta, carabiniere, ucciso a Marano di Napoli il 2 luglio 1982 perché considerato uno dei responsabili della morte di un affiliato avvenuta durante uno scontro a fuoco (in realtà Nuvoletta non partecipò all'operazione)[144].
- Salvatore Squillace: morto il 10 giugno 1984 a Marano di Napoli, colpito da una pallottola vagante dopo che Bardellino e i suoi uomini avevano assaltato la masseria dei Nuvoletta[145].
- Mario Diana: ucciso a Casapesenna il 26 giugno 1985, proprietario di una ditta di autotrasporti assassinato per dare "un esempio" a chi non si piegava alle volontà del clan[146].
- Giuseppe Mascolo: assassinato a Baia Domizia il 20 settembre 1988 per non avere ceduto alle richieste estorsive imposte dal clan Beneduce, organico ai casalesi[147][148].
- Strage di Pescopagano: avvenuta il 24 aprile 1990 a Mondragone, si contarono cinque morti e sette feriti.
- Tobia Andreozzi: ucciso il 30 agosto 1990 a Trentola Ducenta mentre si trovava in compagnia del vero obiettivo dei sicari[149].
- Salvatore Richiello: dodicenne ucciso insieme al padre Michele (anche lui non appartenente alla camorra) durante un agguato il 18 aprile 1991 a Castel Volturno[150].
- Cristiano Festa: ventunenne ucciso l'8 luglio 1991 a Castel Volturno, cameriere, coinvolto nell'omicidio del boss Salvatore Bianco[151].
- Angelo Riccardo: ventunenne ucciso il 21 luglio 1991 in San Cipriano d'Aversa da una pallottola vagante durante un attentato contro il boss Luigi Venosa[152].
- Paolo Letizia, rapinatore ventenne scomparso nel comune di Casapesenna nel 1989 (si è poi saputo che è stato assassinato da esponenti della famiglia Schiavone perché erroneamente ritenuto vicino alla famiglia Bardellino). Il suo corpo non è stato mai ritrovato[153].
- Antonio Di Bona, ucciso il 6 agosto 1992 a Villa Literno insieme ad altre due persone in un'officina[154].
- Luigi Sapio e Egidio Campaniello, due anziani di 88 e 67 anni uccisi per errore il 13 luglio 1992 durante un raid contro un altro camorrista[155].
- Gennaro Falco: medico ucciso a Parete il 31 ottobre 1993, in quanto il boss Francesco Bidognetti lo riteneva responsabile della prematura morte della moglie, Teresa Tamburrino[156].
- Antonio Magliulo: ucciso nel 1994 perché corteggiava la parente di un boss. Fu sequestrato, portato su una spiaggia, legato ad una sedia e gli fu fatta ingerire della sabbia fino alla morte.[157]
- Don Giuseppe Diana: ucciso nel 1994 a colpi di arma da fuoco per il suo impegno contro la camorra[158].
- Genovese Pagliuca: venticinquenne ucciso il 19 gennaio 1995 perché alla ricerca della sua ragazza, rapita da Angela Barra, amante del boss Francesco Bidognetti e capozona di Teverola, che si era invaghita di lei, tenendola prigioniera e vittima di diversi stupri[159].
- Mons. Cesare Boschin (Silvelle, 8 ottobre 1914 – Borgo Montello, 29 marzo 1995) è stato un presbitero italiano misteriosamente assassinato. Il suo omicidio è rimasto irrisolto. Associazioni locali e movimenti nazionali come Libera ritengono che sia stato ucciso perché si oppose alle infiltrazioni della camorra nel Lazio[160].
- Francesco Salvo: cameriere, morì bruciato vivo il 20 marzo 1999 all'interno del bar Tropical di Ischitella. Il gestore aveva rifiutato di installare all'interno dell'esercizio alcuni video-poker commissionati dalla famiglia Cantiello, in quel periodo contrapposta ai Bidognetti[161].
- Aldo De Simone, trentottenne di Trentola Ducenta, ucciso l'8 agosto 1996 in via circonvallazione a Trentola-Ducenta per il pentimento del fratello Dario De Simone.
- Luigi Putrella, guardiano di ville, ucciso il 19 settembre 1999, ritenuto responsabile dell'arresto del latitante Giuseppe Dell'Aversana.
- Antonio Petito: ucciso l'8 febbraio 2002 in quanto aveva avuto una discussione con Gianluca Bidognetti (figlio di Francesco) per banali motivi di viabilità. L'ordine di ucciderlo partì da Anna Carrino, all'epoca compagna del boss Francesco Bidognetti e madre di Gianluca, in seguito divenuta collaboratrice di giustizia[162].
- Federico Del Prete: sindacalista, ucciso nel 2002 perché si era ribellato alla logica delle estorsioni[163].
- Giuseppe Rovescio: falegname, ucciso il 29 settembre 2003 a Villa Literno in quanto scambiato per un camorrista[164].
- Umberto Bidognetti: zio di Francesco Bidognetti e padre del collaboratore di giustizia Domenico Bidognetti, ucciso all'alba del 2 maggio 2008 a Castel Volturno con dodici colpi di pistola.[165]
- Domenico Noviello: ucciso con venti colpi di pistola il 16 maggio 2008; titolare di una scuola guida, fu eliminato per avere denunciato nel 2001 tre esponenti dei casalesi[166][167][168].
- Raffaele Granata: imprenditore balneare ucciso a Marina di Varcaturo l'11 luglio 2008 per ritorsione contro il figlio, sindaco di Calvizzano[169][170].
- Antonio Ciardullo ed Ernesto Fabozzi, di 51 e 43 anni, uccisi a Trentola Ducenta da Giuseppe Setola e la sua banda per ritorsione contro Ciardullo, colpevole di avere denunciato per estorsione dieci anni prima Giuseppe Guerra[171].
- Strage di Castel Volturno: perpetrata il 18 settembre 2008, vennero uccisi sei immigrati a Ischitella, frazione di Castel Volturno, ed Antonio Celiento, titolare di una sala giochi di Baia Verde, altra frazione di Castel Volturno[172][173].
- Francesco Alighieri e Francesco Rossi, agenti di polizia uccisi in un incidente stradale dopo l'inseguimento nel tentativo di cattura di Oreste Spagnuolo, allora latitante.
- Lorenzo Riccio: ragioniere di una ditta di pompe funebri, ucciso il 2 ottobre 2008[174][175].
- Stanislao Cantelli: ucciso il 5 ottobre 2008, zio dei collaboratori di giustizia Luigi e Alfonso Diana[176][177].